# Chlorocnemis montana
Chlorocnemis montana là một loài chuồn chuồn kim thuộc họ Protoneuridae. Loài này có ở Malawi và Tanzania. Môi trường sống tự nhiên của chúng là sông ngòi và suối nước ngọt. Chúng hiện đang bị đe dọa vì mất môi trường sống.